# Neuoffstein
Der Weiler Neuoffstein ist ein Ortsteil der Ortsgemeinde Obrigheim (Pfalz), die im äußersten Nordosten des rheinland-pfälzischen Landkreises Bad Dürkheim liegt. Der Weiler besteht aus dem Produktionsstandort des Südzucker-Werks Offstein und einigen Wohnhäusern.

## Geographie
Neuoffstein liegt an der Landesstraße 395 zwischen der Ortsgemeinde Offstein (1 km im Nordosten, schon im rheinhessischen Landkreis Alzey-Worms) und dem Kernort Obrigheim (1 km im Südwesten). Nach Monsheim im Norden sind es ebenso wie nach Dirmstein im Süden jeweils 5 km. Den Weiler durchfließt von Südwest nach Nordost der Eisbach.

## Geschichte
Am 7. Juni 1969 wurden im Zuge der rheinland-pfälzischen Verwaltungsreform aus den kleineren Gemeinden am mittleren Eisbach – Albsheim an der Eis, Colgenstein-Heidesheim, Mühlheim und Obrigheim (zu der bereits der Weiler Neuoffstein gehörte) – die heutige Ortsgemeinde Obrigheim (Pfalz) neu gebildet. Damit wechselte zugleich die Kreiszugehörigkeit, da der bisherige Landkreis Frankenthal (Pfalz) ebenfalls 1969 aufgelöst wurde. Seit 1972 gehört Obrigheim der damals neu gebildeten Verbandsgemeinde Grünstadt-Land an, die am 1. Januar 2018 in der Verbandsgemeinde Leiningerland aufging.

## Wirtschaft und Infrastruktur
Mit mehr als 500 Beschäftigten ist das Südzucker-Werk Offstein der größte Arbeitgeber in der Verbandsgemeinde Grünstadt-Land.
Die Autobahn 6 verläuft 6 km südlich, die nächste Anschlussstelle, 19 (Grünstadt), ist 8 km entfernt. 5 km östlich führt die Autobahn 61 vorbei, zur nächsten Anschlussstelle, 58 (Worms), sind es ebenfalls 8 km.
Die Schienentransporte zur Zuckerfabrik waren etwa zehn Jahre lang eingestellt. Im November 2007 nahmen diese „Zuckerzüge“ den Betrieb auf der Strecke von Grünstadt nach Neuoffstein wieder auf.
Den Eisbach nutzt die Zuckerfabrik, um das aus den Zuckerrüben stammende Wasser – nach Aufbereitung in Klärteichen – abzuleiten; je Produktionstag sind dies etwa 350 m³, die der Wasserführung des Baches zugutekommen.